# Estrela Brilhante (Igarassu)
O maracatu nação Estrela Brilhante é um grupo folclórico fundado no município Igarassu, em Pernambuco.

## Biografia
É difícil afirmar a data de fundação do maracatu Nação Estrela Brilhante. Sabe-se que, desde 1730, em Itamaracá e Igarassu eram praticados danças e ritmos nagôs, transmitidos de geração para geração. Contudo, a antiga matriarca do folguedo, Maria Sérgia de Santana, conhecida como Dona Mariú, conta que o maracatu passou para seus pais em 1824, sendo, posteriormente, transmitido a ela e ao seu marido, Seu Neusa, Mestre da Nação. Dona Mariú esteve no maracatu desde os 12 anos de idade. Mesmo impossibilitada de andar, a matriarca participou do maracatu, acompanhada de sua boneca, Dona Emilia, até 2003, ano de seu falecimento. Dona Mariú morreu com quase 105 anos, mas deixou aos seus filhos seu legado e a paixão pelo folguedo, fortemente ligado às religiões afro-brasileiras e originado das coroações dos reis negros, conhecidos como Reis do Congo, realizadas nas festas em homenagem a Nossa Senhora do Rosário no século XVIII.

## Atividades atuais
Atualmente, a matriarca do grupo é Dona Olga, filha de Dona Mariú. O maracatu Nação Estrela Brilhante de Igarassu se diferencia dos demais marcatus de baque virado no que diz respeito às toadas e coreografias. Dentre as homenagens que recebeu e os muitos eventos de que já participou, o Maracatu Estrela Brilhante de Igarassu representou o Brasil, em 2008, no XII Festival Folclore Internacional Alto Minho, em Viana do Castelo, Portugal. A partir desse ano também passa a ser Ponto de Cultura, chamado Estrela Para Todos. O grupo recebeu o título de Patrimônio Vivo de Pernambuco em 2009.[carece de fontes?]